# Простое число Бельфегора

Символ числа Бельфегора — перевернутая греческая π

Простое число Бельфегора — простое число-палиндром 1 000 000 000 000 066 600 000 000 000 001 (1030 + 666 × 1014 + 1) в десятичной системе счисления. Открыто Харви Дабнером и названо так Клиффордом Пиковером в честь Бельфегора, одного из архидемонов, соблазняющего людей гениальными изобретениями и открытиями и связанного со смертным грехом лени. 
В числе содержится много элементов, связанных с суевериями: число 666 в середине — это число зверя, символизирующее одно из существ в Апокалипсисе, чаще всего Дьявола. С обеих сторон число зверя окружено 13 нулями, само число 13 в западной культуре издавна считается несчастливым. Наконец, в нем в общей сложности 31 цифра, то есть 13, написанное задом наперед.
Клиффорд Пиковер, подчеркнувший символические значения числа, предложил для него графический символ — перевернутую греческую π, взятую из рукописи Войнича, нерасшифрованного до сих пор иллюстрированного кодекса.
Число Бельфегора связано с двумя числовыми последовательностями. Это тринадцатое число в последовательности Бельфегоровых палиндромных чисел (последовательность A232449 в OEIS), имеющих вид {\displaystyle B_{n}=(10^{n+3}+666)\cdot 10^{n+1}+1}. Также оно соответствует второму числу в последовательности Бельфегоровых простых чисел (последовательность A232448 в OEIS), таких {\displaystyle n}, при которых Бельфегорово палиндромное число {\displaystyle B_{n}} простое; найденные элементы последовательности {\displaystyle n=0,13,42,506,608,2472,2623,28291,181298}.
В короткой шкале наименования число называется «один нониллион шестьдесят шесть квадриллионов шестьсот триллионов один», в длинной шкале — «один квинтиллион шестьдесят шесть биллиардов шестьсот биллионов один».

## В популярной культуре
Простое число Бельфегора упоминается как ключ в математической охоте за сокровищами в эпизоде «Временный эксперт» («Just a Regular Irregular») третьего сезона телесериала «Элементарно».